# Homalometopus lukinatcha
Homalometopus lukinatcha is een vliegensoort uit de familie van de oevervliegen (Ephydridae). De wetenschappelijke naam van de soort is voor het eerst geldig gepubliceerd in 1984 door Mathis.